# Macronychia substriginervis
Macronychia substriginervis är en tvåvingeart som beskrevs av Yu. G. Verves 2005. Macronychia substriginervis ingår i släktet Macronychia och familjen köttflugor. Inga underarter finns listade i Catalogue of Life.